# Roy Haynes
Roy Haynes (Boston, Massachusetts, 1925. március 13. – 2024. november 12.) kétszeres Grammy-díjas amerikai dzsesszdobos. A műfaj leghíresebb képviselői közé tartozott. 

## Pályafutása
Karrierjét 1945-ben kezdte más, akkor már befutott dzsessz-zenészekkel. Hatása átterjedt más műfajokra is, például a rockra, mert például a Rolling Stones tagjai is feldolgozták Haynes egy-két dalát. Megjelent a 2008-as Grand Theft Auto IV. videójátékban is, egy kitalált jazzrádió házigazdájaként. (A rádión egyébként szerepelt egyik dala is.) 
Több mint 20 önálló lemezt adott ki és több mint 50 egyéb albumot, más dzsessz-muzsikusokkal. Magánélete ismeretlen. Pályafutása során több díjat is nyert, 1964-ben, 2010-ben és 2011-ben.